# دعسوقة
دعسوقة (بالإنجليزية: Coccinella)‏، هي جنس من الحشرات يتبع فصيلة الدعسوقيات من رتبة الخنافس، وهو أحد أشهر أنواع الدعسوقيات، معظم أنواعها ذات اللون الأحمر أو البرتقالي، مع بقع سوداء، لديها حوالي 15 نوع، موطنها الأصلي أمريكا الشمالية كما تتواجد في أوراسيا.

## الأنواع
من أنواعها:
- دعسوقة ذات سبع نقاط
- دعسوقة ذات إحدى عشر نقطة